# Macrogryphosaurus
 Macrogryphosaurus  ist eine Gattung ornithopoder Dinosaurier und ein basaler Vertreter der Iguanodontia. Bisher ist ein einziges fragmentarisches Skelett ohne Schädel bekannt, das in der Portezuelo-Formation in der Oberkreide (Coniacium) Argentiniens gefunden wurde. Die Gattung wurde 2007 mit der einzigen Art Macrogryphosaurus gondwanicus wissenschaftlich beschrieben. Die am engsten verwandte Gattung und Schwestergattung ist Talenkauen, mit der Macrogryphosaurus zu einer Elasmaria genannten Gruppe zusammengefasst wird. Macrogryphosaurus war ein etwa sechs Meter langer, zweibeiniger Pflanzenfresser, der sich unter anderem durch dünne, seitlich am Rumpf angeordnete verknöcherte Platten auszeichnete.

## Merkmale
Das Holotyp-Exemplar wird auf eine Länge von 6 Metern geschätzt; die noch nicht verschmolzenen Nähte zwischen Wirbelbögen und Wirbelzentren an einigen Wirbeln lassen jedoch vermuten, dass dieses Individuum noch nicht ausgewachsen war. Macrogryphosaurus war somit einer der größten Ornithopoden Südamerikas außerhalb der Hadrosauridae.
Von den insgesamt zehn Halswirbeln sind acht erhalten, der erste und zweite Halswirbel (Atlas und Axis) fehlen. Wie bei der nahe verwandten Schwestergattung Talenkauen zeigt der dritte Halswirbel gut entwickelte Epipophysen (Fortsätze, die sich über den Postzygapophysen befinden); ein Merkmal, das für Ornithischier ungewöhnlich ist. Die Rückenwirbel-Serie ist vollständig im anatomischen Verbund erhalten und besteht aus 14 Wirbeln, eine für Ornithopoden geringe Anzahl. Einzigartig für Ornithopoden und somit eine Autapomorphie von Macrogryphosaurus ist das gut entwickelte Hyposphen des letzten Rückenwirbels. Der Schwanz ist lediglich fragmentarisch überliefert; bekannt sind 16 größtenteils unvollständige Schwanzwirbel. Weitere Autapomorphien sind das dreistrahlige Brustbein (Sternum) sowie seine vier abgeflachten, gedrehten und distal verlängerten Rippen. Von diesen vier Brustbeinrippen sind jedoch nur drei erhalten geblieben. Knöcherne, annähernd kreisförmige und 1 bis 3 mm dicke Platten waren seitlich am Rumpf angeordnet. Derartige Verknöcherungen sind bei Ornithopoden ansonsten nur bei der Schwestergattung Talenkauen sowie bei Thescelosaurus gefunden worden. Anders als bei diesen Gattungen war bei Macrogryphosaurus eine dieser Platten vor dem Brustbein lokalisiert, was eine weitere Autapomorphie darstellt.

## Systematik
Macrogryphosaurus war ein basaler Iguanodontia innerhalb der Euiguanodontia und nahe verwandt mit dem ebenfalls südamerikanischen Talenkauen santacrucensis aus dem Maastrichtium. Die Beschreiber kamen zu dem Schluss, dass Macrogryphosaurus und Talenkauen eine neue, monophyletische Gruppe bilden, die Elasmaria. Als Synapomorphien (gemeinsam abgeleitete Merkmale) dieser Gruppe führen sie die dünnen verknöcherten Platten sowie die gut entwickelten Epipophysen des dritten Halswirbels auf.

## Fund und Namensgebung
Das Skelett wurde 1999 bei einer Expedition der Universidad Nacional del Comahue am Westufer des Mari-Menuco-Sees in der argentinischen Provinz Neuquén entdeckt. Stratigraphisch stammt der Fund aus der Portezuelo-Formation, einem Schichtglied der Neuquén-Gruppe. Die Gesteine des Fundorts werden auf das Coniacium datiert. Das gefundene Exemplar (Holotyp, Exemplarnummer MUCPv-321) besteht aus der unvollständigen Wirbelsäule, Rippen, einem Brustbein, vier knöchernen Platten sowie beiden Darmbeinen (Ilia), dem Schambein (Pubis) und dem Sitzbein (Ischium). Das Skelett war in Fundlage artikuliert und zeigte mit dem Bauch nach oben, wobei die Hals- und Rückenwirbelsäule gerade lag.
Macrogryphosaurus bedeutet so viel wie „große, rätselhafte Echse“ (gr. macro – „groß“, grypho – „rätselhaft“, saurus – „Echse“). Der Artname gondwanicus weist auf den damaligen Südkontinent Gondwana hin, auf dem dieser Dinosaurier lebte.